# Municipio de Fountain (Dakota del Sur)
El municipio de Fountain (en inglés: Fountain Township) es un municipio ubicado en el condado de Edmunds en el estado estadounidense de Dakota del Sur. En el año 2010 tenía una población de 71 habitantes y una densidad poblacional de 0,76 personas por km².

## Geografía
El municipio de Fountain se encuentra ubicado en las coordenadas 45°27′40″N 98°54′33″O / 45.46111, -98.90917. Según la Oficina del Censo de los Estados Unidos, el municipio tiene una superficie total de 93.55 km², de la cual 93,44 km² corresponden a tierra firme y (0,12 %) 0,11 km² es agua.

## Demografía
Según el censo de 2010, había 71 personas residiendo en el municipio de Fountain. La densidad de población era de 0,76 hab./km². De los 71 habitantes, el municipio de Fountain estaba compuesto por el 98,59 % blancos, el 1,41 % eran amerindios. Del total de la población el 1,41 % eran hispanos o latinos de cualquier raza.